# Kaikoura
Kaikoura är ett samhälle på Sydön i Nya Zeeland med ca 2 100 invånare. Orten ligger 180 km norr om Christchurch som är den största staden på Sydön. Idag åker turister oftast hit för att se på valar; speciellt är det kaskelot man vill se här.